# Maria Regina da Cunha Rodrigues Simões de Paula
Maria Regina da Cunha Rodrigues Simões de Paula  (Alfenas, 1919) é uma historiadora e professora  emérita da Faculdade de Filosofia, Letras e Ciências Humanas  da Universidade de São Paulo.

## Biografia
Maria Regina da Cunha Rodrigues é filha de Manuel Pedro Rodrigues ("Manezinho Rodrigues") e de Jeffersina da Cunha. Foi a segunda mulher do advogado e historiador Eurípedes Simões de Paula, que por cinco vezes foi diretor da Faculdade de Filosofia, Letras e Ciências Humanas e, por três vezes, foi vice-reitor da Universidade de São Paulo. Eurípedes descendia de uma das mais tradicionais famílias paulistanas, sendo filho de Jacinto Araújo Cintra de Paula e de Maria de Lourdes Carvalho Simões de Paula. Não houve descendência desta união. Maria Regina realizou seus estudos básicos na cidade natal, ingressando no magistério. Graduou-se, em História, em 1954, na Faculdade de Filosofia, Letras e Ciências Humanas da Universidade de São Paulo, onde passou a lecionar, obtendo o  doutorado de "História Social", em 1972. Integra o núcleo de pós-graduação desta faculdade, como professora emérita e examinadora de bancas de doutoramento.